# Bayeux
Bayeux é uma cidade do departamento de Calvados, na região da Normandia, França. Dá o seu nome à famosa Tapeçaria de Bayeux, que relata a conquista da Inglaterra pelos Normandos.

## Etimologia
A cidade era conhecida como Augustoduro (Augustodurum) no Império Romano. Significa o durum (Palavra Céltica -duro 'porta', como no galês dor, 'porta', bretão dor, 'porta'), dedicado a Augusto, imperador romano. A palavra céltica Duron, latinizada em durum, provavelmente foi usada para traduzir a palavra latina fórum (Compare Fréjus, Fórum Júlio, dedicada a Júlio César).
No Império tardio levou o nome da tribo celta que viveu aqui: o Bodiocassi, latinizado em Bajocassi, Bajocasses, e esta palavra explica os nomes dos lugares Bayeux e Bessin. Bodiocassi foi comparado com o irlandês antigo Buidechass, "com cachos loiros".

## História
Fundada como um assentamento galo-romano no século I a.C. sob o nome Augustoduro, Bayeux é a capital do antigo território dos povo da Gália bodiócassos, cujo nome aparece nos escritos de Plínio, o Velho.
A cidade foi em grande parte destruída durante as invasões viquingues do final do século IX, mas foi reconstruída no início do século X sob o reinado de Bothon. O século XI viu a criação de cinco aldeias além dos muros à evidência a nordeste de seu crescimento durante o Ducado da Normandia. O meio-irmão de Guilherme, o Conquistador, Odo, Conde de Kent completou a catedral da cidade e foi dedicado em 1077. No entanto, a cidade começou a perder importância quando Guilherme colocou a capital em Caen. Quando o rei Henrique I da Inglaterra derrotou seu irmão Roberto Curthose para o domínio da Normandia, a cidade foi queimada para dar um exemplo para o resto do ducado. Em Ricardo Coração de Leão, Bayeux era rica o suficiente para comprar uma carta municipal. Desde o fim do reinado de Ricardo até o fim do Guerra dos Cem Anos, Bayeux foi saqueada várias vezes até que Henrique V da Inglaterra foi capturado da cidade em 1417. Após a Batalha de Formigny, Carlos VII da França recapturou a cidade e concedeu uma anistia geral para sua população em 1450. A captura de Bayeux anunciava um retorno à prosperidade como novas famílias substituíram as dizimadas pela guerra e estes construíram cerca de 60 mansões espalhadas por toda a cidade, com pedras suplantando madeiras.
A área em torno de Bayeux é chamado de Bessin, que era o bailiado da província da Normandia até a Revolução Francesa. Durante a Segunda Guerra Mundial, Bayeux foi a primeira cidade da Batalha da Normandia a ser libertada, em 06 junho de 1944.
O General Charles de Gaulle fez o primeiro de dois grandes discursos em Bayeux, em que ele deixou claro que a França tomou o partido dos aliados. 
Os edifícios em Bayeux foram praticamente intactos durante a Batalha da Normandia, as forças alemãs estavam totalmente envolvidas na defesa de Caen dos Aliados.
O Cemitério da Guerra de Bayeux com o seu memorial inclui o maior cemitério britânico que data da Segunda Guerra Mundial na França. Há 4.648 sepulturas, incluindo 3.935 britânicos e 466 alemães. A maioria das pessoas enterradas lá foram mortas na invasão da Normandia.
A cidade francesa de Bayeux é também o lar de um memorial a todos os jornalistas que perderam suas vidas ao relatar. O memorial foi projetado por Samuel Craquelin, que é um arquiteto francês. O memorial lista os nomes de 1.889 jornalistas mortos entre 1944 e 2007. O memorial foi criado em Bayeux por causa de sua libertação histórica em 06 de junho de 1944.
Charles de Gaulle retornou a Bayeux em 16 de junho de 1946, para inaugurar um monumento na praça que hoje leva seu nome. Ele pronuncia o discurso de Bayeux, na qual apresenta as bases do que viria a ser a Constituição de 1958.